# 와지로정
와지로정(和白町)은 일본 후쿠오카현 가스야군에 설치되었던 정이다. 현재의 후쿠오카시 히가시구의 일부에 해당한다.